# Temple de Ptah (Memphis)
Pour les articles homonymes, voir Temple de Ptah.
Le temple de Ptah situé à Memphis est le principal temple égyptien voué au culte de Ptah. Il portait le nom d'Hout-ka-Ptah, ce qui signifie en égyptien ancien, le Château du Ka de Ptah. Ce temple occupait la majeure partie de l'enceinte principale de la cité. 
Un certain nombre d'indices permettent d'en comprendre les principaux développements sans toutefois en assurer un aspect fiable nous permettant d'en donner une restitution complète, car le site en raison de son antiquité, de son rôle dans l'histoire du pays, de son emplacement à la pointe du delta du Nil non loin de la nouvelle capitale de l'Égypte moderne du Caire qui utilisa largement les sites de la région en tant que carrière, ne présente en effet à ce jour que de rares vestiges épars peu à peu encerclés par le développement urbain de toute la région. 
Son emplacement a longtemps été perdu après la destruction de la ville au XIIIe siècle et seuls les témoignages des auteurs classiques et des chroniqueurs du Moyen Âge permettaient d'en attester l'existence et d'en apercevoir la grandeur passée. Actuellement seuls les vestiges de sa salle hypostyle et de son pylône sont encore visibles, le reste de l'édifice n'ayant toujours pas été retrouvé car probablement enfoui sous la ville de Mit-Rahineh qui s'élève de plus en plus près de la zone archéologique du site.
La salle hypostyle a été commandée sous le règne de Ramsès II. Sa décoration s'est poursuivie sous le règne de son fils et successeur Mérenptah comme l'attestent les dédicaces qu'il fit sculpter sur le soubassement de granite des murs de la salle. Ramsès III y rajoutera également son empreinte en y inscrivant sa titulature à la suite de ses illustres ancêtres. 
La salle hypostyle et le pylône furent rajoutés au temple de Ptah déjà existant et qui s'est ainsi vu agrandi sur un modèle proche du grand temple d'Amon-Rê de Karnak, preuve de l'attention nouvelle et particulière que les ramessides portèrent à la vieille divinité memphite.
Pour restituer une image de ce complexe religieux il convient donc de consulter les descriptions d'historiens, de géographes ou de savants de l'Histoire qui ont pu visiter le site soit dans l'Antiquité, alors que le temple déjà millénaire fonctionnait encore, soit celles plus tardives des voyageurs arabes qui parcoururent ses ruines. Les premières tentatives d'identification ont été réalisées et entamées à partir du XVIe siècle. À la fin du XVIIIe siècle les savants de Bonaparte ont authentifié le site et ouvert la voie aux premières explorations. Puis les fouilles archéologiques sont venues peu à peu rendre à cet héritage des traces tangibles esquissant ainsi un tableau un peu plus précis bien que certains pans entiers de l'ensemble restent encore dans l'ombre.

## L'enceinte de l'Hout-ka-Ptah

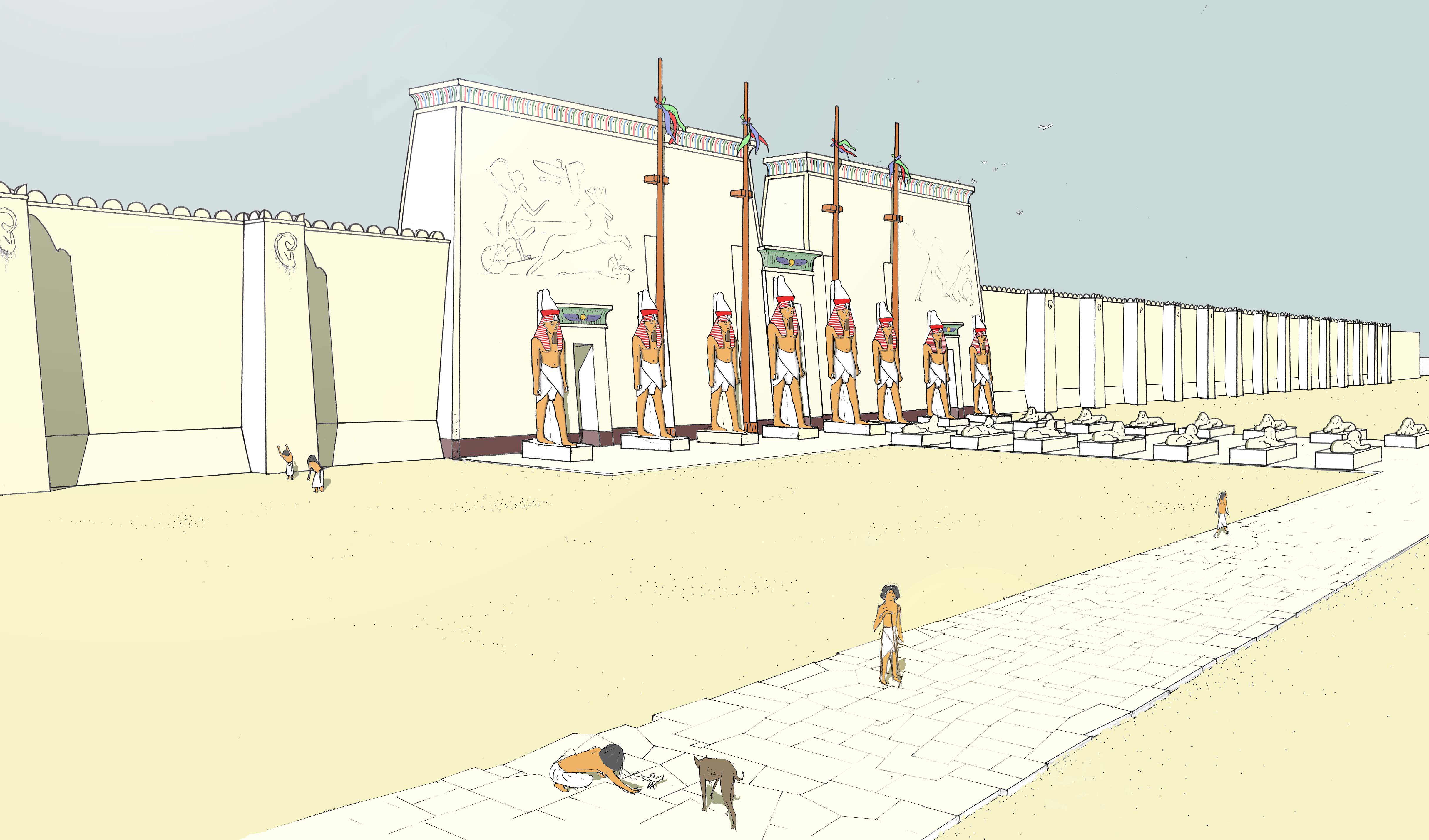
Restitution du parvis occidental du grand temple de Ptah à Memphis - (Dessin : Franck Monnier)

La grande enceinte dont le tracé a pu être relevé et certains vestiges et fondations explorés lors de différentes fouilles réalisées au XIXe siècle puis au XXe siècle, était bâtie en brique crue et dans son développement principal actuellement connu remonte à la fin de la Basse époque voire de la période Ptolémaïque. 
Elle forme un périmètre quadrangulaire irrégulier orienté est-ouest nord-sud dont le mur oriental, le plus long côté de l'enceinte, mesurait plus de six-cents mètres de longueur. L'angle sud-ouest a été plus particulièrement étudié en raison de la présence des ruines d'un petit temple dédié à Ptah-qui-est-au-sud-de-son-Mur ainsi que d'une chapelle de Séthi Ier. Le tracé présente à cet endroit la forme d'un redan et d'une tour d'angle démontrant qu'au moment de sa restauration, à la fin de l'époque pharaonique et peu de temps avant la conquête romaine, le mur adoptait probablement cette forme constituée d'une succession de larges bastions formant saillie. Ce type d'enceinte est caractéristique de l'époque et se retrouve sur d'autres grands sites contemporains le long du Nil.
L'enceinte agrandie est certainement venue englober les principaux lieux de dévotion qui s'étaient établis tout autour du grand temple de Ptah. Elle devait impressionner par son étendue et sa puissance et son entrée principale se trouvait au sud, le temple étant alors tourné vers l'orientation du monde selon les anciens Égyptiens. Une porte monumentale ouvrait sur la cité populeuse, riche de son passé de capitale politique du pays depuis des générations, et de sa proximité des grandes nécropoles royales de l'Ancien Empire.
Trois autres accès étaient placés aux trois autres points cardinaux et ouvraient sur les différents quartiers principaux de la ville. La zone des palais à l'est, les nécropoles à l'ouest et au nord sur la seconde grande enceinte de Memphis. L'identification de ce tracé et des principaux accès correspond à la description qu'en a faite l'historien grec Hérodote qui visita le site à l'époque de la seconde invasion perse soit peu de temps avant la prise du pouvoir par Alexandre le Grand puis les Ptolémées.
Il est possible que ce tracé ait alors repris un schéma plus ancien de l'urbanisme du site. En effet, en raison de la sainteté des lieux et du rôle prépondérant que jouait le dieu Ptah dans le couronnement et les jubilés royaux, cette enceinte a connu divers développements liés aux adjonctions et agrandissements réalisés par les différents pharaons qui voulaient laisser un témoignage de leur piété envers la vieille divinité memphite. 
Thoutmôsis IV puis son fils Amenhotep III entament un programme architectural de vaste ampleur à Memphis, y bâtissant des propylées et reconstruisant le sanctuaire du dieu. Les traces de ces édifices indiquent que la majeure partie de ces agrandissements se situèrent à l'ouest de l'Hout-ka-Ptah, du côté du district d'Ânkh-Taouy, réputé pour ses champs cultivés qui s'étalaient jusqu'au pied du désert de Saqqarah.
L'étude du site a révélé que le Nil, qui devait alors couler non loin du temple de la XVIIIe dynastie, s'est déplacé au fil des siècles vers l'est dégageant de nouvelles terres permettant un élargissement de la cité et de ses sanctuaires dans cette direction. Sous les XIXe puis XXe dynasties le grand temple de Ptah s'y développa et du même coup son enceinte qui suivit les agrandissements successifs que les Ramsès commandèrent en l'honneur du grand dieu de Memphis dont le culte avait une grande importance.
Lors de la Troisième Période intermédiaire, c'est une nouvelle fois la partie occidentale du téménos qui reçoit les attentions des pharaons des XXIe et XXIIe dynasties. Ils commandèrent à leur grand prêtre de Ptah de nouveaux monuments et agrandirent probablement le périmètre sacré. Sheshonq Ier fait ainsi bâtir pour le temple du dieu une avant-cour, dotée de colonnades et d'un pylône, qui est baptisée le Château de Millions d'Années de Sheshonq, l'aimé d'Amon.
Il semble en revanche que le mur sud soit aligné sur celui de l'enceinte du palais et du temple édifiés à la XIXe dynastie par Mérenptah le fils de Ramsès II. Cela démontrerait alors que la limite méridionale du téménos était donc déjà identique à cette époque encore plus ancienne de l'histoire du temple. D'autres hypothèses militent davantage pour le Nouvel Empire pour des enceintes séparées qui étaient reliées entre elles par des voies processionnelles.
De telles voies ont pu être identifiées notamment au sud du site, où l'une d'elles lui est parallèle et rejoint un petit temple dédié au dieu principal de Memphis, là où l'enceinte tardive marque son angle sud-ouest. Une autre partant de la grande porte méridionale du temple, pointait probablement vers l'enceinte d'un temple dédié à Hathor. Dans les années 1970, un petit temple-reposoir ou un sanctuaire d'une des formes de la déesse a été retrouvé le long de cette voie sacrée. Il devait former une des étapes sur le chemin emprunté par les barques divines lors de certaines grandes processions.
L'Hout-ka-Ptah occupait alors le centre de ce complexe de temples qui habitaient littéralement la cité antique.

## La porte nord de l'Hout-ka-Ptah

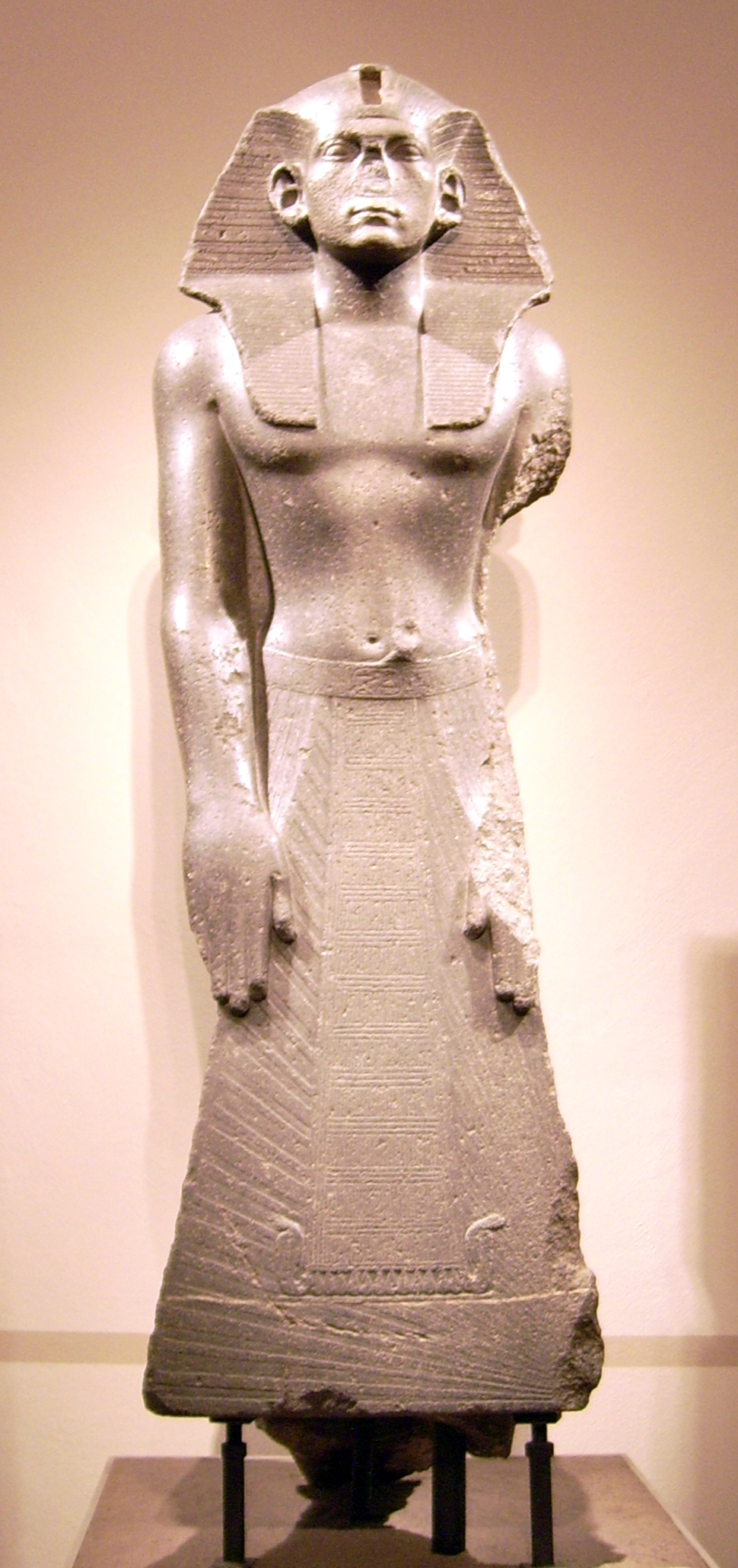
Statue d'Amenemhat III usurpée par Mérenptah trouvée dans la partie nord de l'Hout-ka-Ptah - Ägyptisches Museum, Berlin

C'est toujours Hérodote qui nous donne le témoignage le plus éloquent de l'aspect des entrées du temple de Ptah. Selon cette évocation, au nord de l'enceinte se trouvait un grand propylée construit par un roi qu'il nomme Moéris et que la plupart des égyptologues s'accordent à identifier avec Amenemhat III de la XIIe dynastie. 
Cette partie de l'aire sacrée de Ptah correspondrait donc au développement le plus ancien du sanctuaire et de fait c'est à proximité qu'ont été découvertes des statues royales dont certaines dédiées à des pharaons de l'Ancien Empire des IVe et Ve dynasties. On citera pour exemple des statues de Khéphren, de Mykérinos, de Niouserrê et de Menkaouhor. De petit format elles sont exposées au Musée du Caire et ont longtemps constitué les seuls portraits des pharaons de cette période jusqu'aux découvertes récentes faites en Abousir et à Saqqarah. 
D'autres remontent au Moyen Empire ce qui, outre le fait que cela correspondrait au texte de l'historien antique, indiquerait probablement l'emplacement d'un sanctuaire dédié au culte des ancêtres du roi. On peut en effet rapprocher la découverte de ces reliques de celles retrouvées dans les temples de Karnak à Thèbes, ceux d'Abydos, ou encore de Sarabit al-Khadim dans le Sinaï où précisément les souverains de la XIIe dynastie firent édifier une chapelle affectée au culte de leurs prédécesseurs sur le trône d'Horus, ornée de textes dédicatoires et de statues royales. 
C'est probablement dans ce secteur qu'il conviendrait de placer les grandes stèles portant les annales historiques des dynasties dont plusieurs fragments ont été retrouvés hors contexte mais que les égyptologues identifient comme provenant de Memphis. On citera notamment la fameuse pierre de Palerme qui enregistre les annales officielles depuis les premières dynasties jusqu'au règne de Néferirkarê Kakaï de la Ve dynastie, dont les morceaux sont aujourd'hui dispersés entre le Musée de Palerme, le Musée du Caire et celui de Petrie à Londres. Un autre fragment analogue a été découvert réutilisé comme soubassement d'un des grands [[Colosses de Ramsès II |colosses de Ramsès II]], et enregistre cette fois les annales du règne d'Amenemhat II. La pierre est toujours sur le site dans les ruines du pylône occidental du temple de Ptah qui comprend de nombreux remplois provenant de différents sites de la région et du temple même.
Dans la partie nord-est de l'enceinte les sondages de Joseph Hekekyan au milieu du XIXe siècle ont permis de mettre au jour des talatates, signe d'un remploi du Nouvel Empire, pour l'édification d'une nouvelle partie du temple à l'époque ramesside. Ces petites pierres en calcaire, de format régulier, sont caractéristiques d'un édifice construit sous le règne d'Akhenaton. Elles attestent ainsi les sources qui plaçaient à Memphis un temple dédié au culte du dieu Aton que les chercheurs s'accordent à placer à l'est de l'Hout-ka-Ptah, non loin du quartier palatial de la cité. 
Au terme de cette aventure religieuse, sous la pression du clergé traditionnel du pays, les successeurs du pharaon réformateur, s'appliquèrent à démanteler systématiquement les temples qu'il avait fait construire dans les principales cités du pays, offrant ainsi des matériaux de remplois faciles à utiliser pour de nouveaux édifices tous consacrés aux anciennes divinités. Cette partie du temple de l'Hout-ka-Ptah devait donc dater des derniers règnes de la XVIIIe dynastie ou plus probablement des débuts de la suivante, dont les premiers pharaons, Ramsès Ier, Séthi Ier et surtout son fils le grand Ramsès sont les principaux destructeurs de l'œuvre d'Akhenaton, et les grands restaurateurs de Memphis et de ses cultes.
Il se trouve une stèle à Abou Simbel que Ramsès II érigea en l'honneur du dieu Ptah et qui évoque les grands travaux que le roi entrepris dans l'Hout-ka-Ptah. Cette stèle datée de l'an 35 du roi, commémore le rapprochement de l'Égypte et du Hatti symbolisé par le traité de paix et le mariage entre pharaon et la fille du roi hittite  Hattusili, miracle que Ramsès attribue au dieu memphite. 
C'est pour l'en remercier qu'il commande un grand programme architectural dans la cité du dieu. Après avoir évoqué ces faits qui couronnent la diplomatie égyptienne, Ramsès déclare :
« Ton sanctuaire dans la ville de Memphis a été agrandi. Il a été orné par des ouvrages d'éternité et par des travaux d'exécution parfaite dans la pierre, ornés d'or et de joyaux. J'ai ordonné qu'une cour soit ouverte pour toi au nord, avec au-devant un splendide pylône. Ses portes atteignent le ciel. Le peuple fait ses offrandes et ses prières à cet endroit. J'ai construit pour toi un splendide sanctuaire à l'intérieur de l'enceinte. L'image de chaque dieu est exaltée dans ce lieu saint inaccessible. »

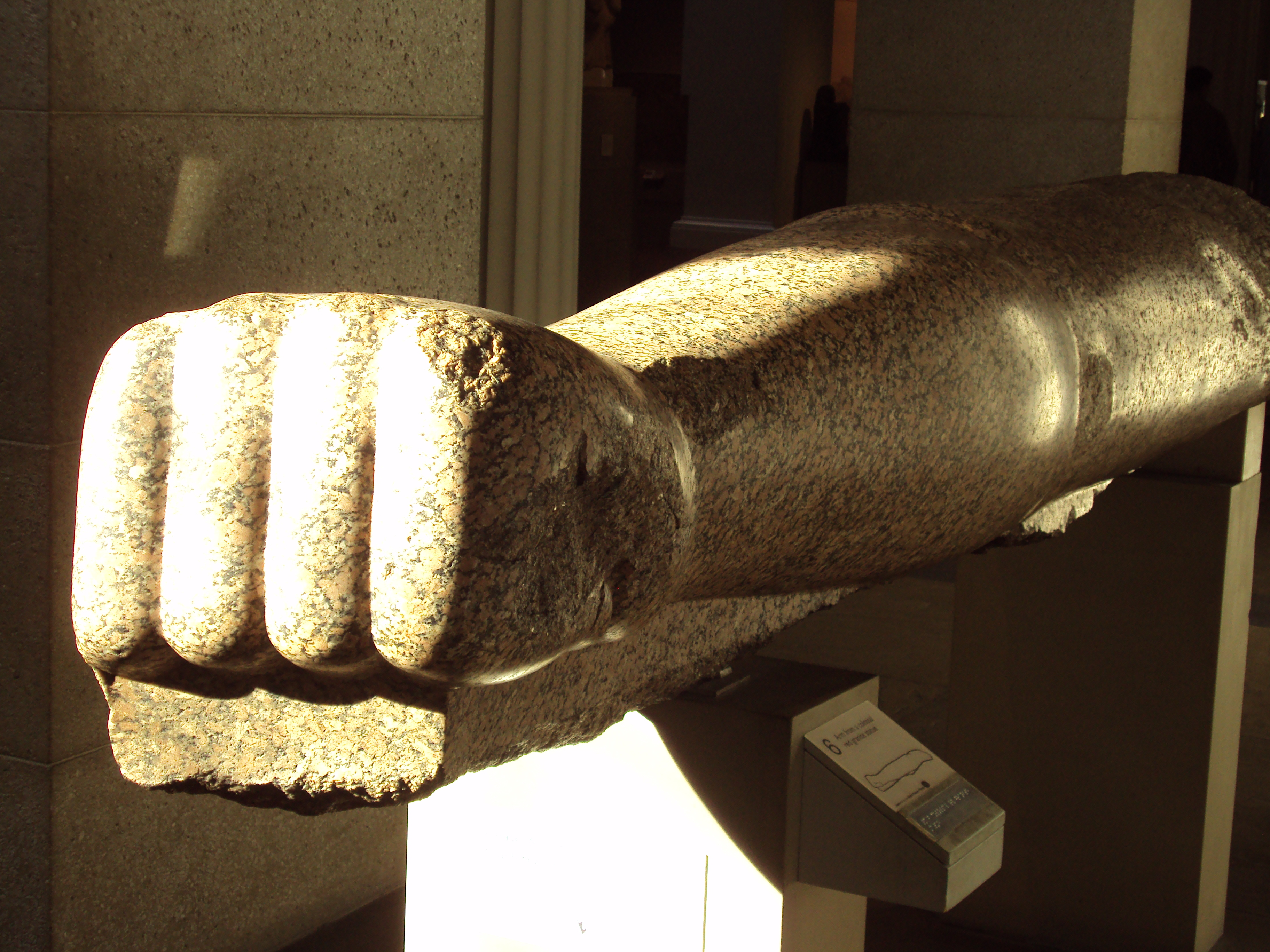
Bras colossal, vestige d'un colosse en granite rouge qui ornait l'entrée du grand temple de Ptah - British Museum

Au nord-ouest de l'enceinte, William Matthew Flinders Petrie identifia une porte. Selon l'archéologue cette porte était déportée à cet endroit en raison de la présence du lac de Ptah, fameux bassin évoqué par les sources anciennes sur lequel se déroulait des processions nautiques, et qu'il situe à l'emplacement d'une dépression qui immédiatement au nord de l'enceinte de l'Hout-ka-Ptah sépare le temple de Ptah de la grande enceinte nord qui abrite le temple de Neith. 
Cependant, de grands débris de colosses en granite ont été retrouvés plus au centre de l'enceinte, démontrant qu'à cet endroit se trouvait probablement un grand portail. Ils ont été d'abord repérés puis mesurés par les savants de l'expédition d'Égypte à la fin du XVIIIe siècle avant d'être embarqués pour l'Europe. Ils sont actuellement visibles au British Museum de Londres et témoignent de la présence d'une statue royale monumentale en position debout. 
Les mesures prises permettent de restituer une œuvre monolithique d'une vingtaine de mètres de hauteur, représentant pharaon debout dans l'attitude de la marche. Ces dimensions considérables laissent imaginer la grandeur du portail nord du grand temple, même s'il est certain que la tête de ce géant dépassait largement l'élévation du monument qu'elle ornait. Elle devait être visible de loin à l'instar d'un obélisque placé au-devant d'un pylône.
Le sphinx de grande dimension au nom de Ramsès II, actuellement conservé au musée de l'université de Pennsylvanie, a été mis au jour par Petrie lui-même. Il atteste la présence d'un dromos dans le même secteur. 
C'est à proximité qu'a été découverte la dyade représentant Ramsès II figuré debout au côté de Ptah-Taténen. Les fouilles du mur nord ont ainsi révélé à cet endroit un espace de près de trente-cinq mètres de large sur onze de profondeur qui cadre bien avec les dimensions d'un grand portail. Des jambages d'une porte monumentale ainsi qu'un linteau au cartouche d'Amenemhat III confirmèrent à l'archéologue qu'il venait de dégager le portail qu'avait vu Hérodote. En explorant l'intérieur de l'enceinte à cet endroit, Petrie mit au jour une colonnade constituée de quatre rangées de cinq colonnes dont seules subsistent les bases de plus de quatre mètres d'épaisseur. Cette colonnade devait donc former un kiosque d'accueil dans la cour.
L'état de cette partie de l'édifice ne permet pas de donner une description plus poussée des lieux, la grande majorité des pierres en calcaire ayant déjà été prélevée. Elles n'ont laissé que d'infimes traces alors que seules restent les pierres en granite ou en quartzite inutilisables pour les carriers qui exploitèrent le site. Cette découverte démontre néanmoins que le temple dans son extension nord possédait au moins une grande porte dotée de sphinx, de statues royales et de dignitaires placées au-devant d'elle ou dans une cour, peut-être protégée par un kiosque à colonnade.

## Le portail de l'est et le temple oriental de Ptah

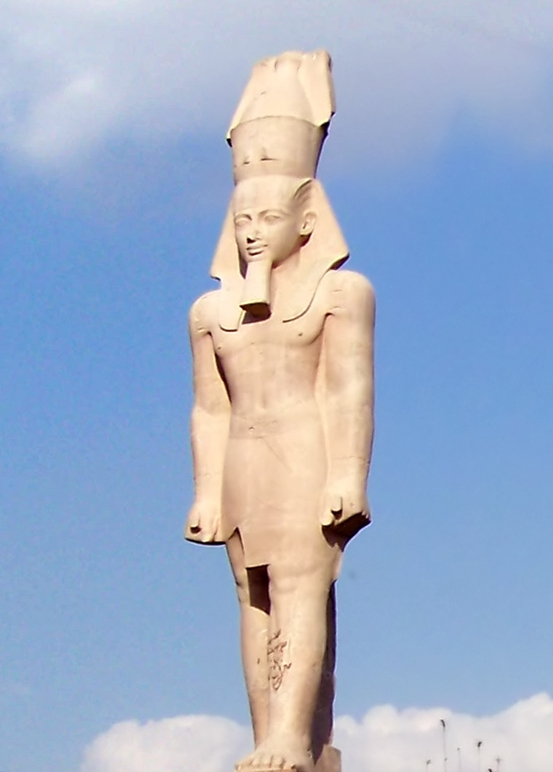
Réplique du colosse en granite de Ramsès II du Caire

Selon Hérodote, le portique oriental serait dû à un autre roi nommé Asychis dont l'identification reste incertaine.
Ce grand portail précédé de colosses ouvrait sur la zone des palais royaux située à l'est de la grande enceinte. Parmi les effigies royales qui se dressaient devant cette porte monumentale on compte un colosse en granite de Ramsès II mesurant plus de douze mètres de la tête du roi coiffée du pschent, orné des deux plumes de Taténen, aux pieds qui ont été fixés sur une nouvelle base surélevant encore davantage le colosse.
Retrouvée en 1854 par Joseph Hekekyan, cette statue colossale monolithique a été usurpée par Ramsès IV à la XXe dynastie. Brisée en trois morceaux, elle est restée longtemps dans la palmeraie de Mit-Rahineh, constituant longtemps avec l'autre colosse couché de Ramsès II et le grand sphinx d'albâtre les seuls vestiges visibles de l'antique temple de Ptah. 
L'ensemble a pu être reconstitué et la statue a été officiellement transférée au Caire en 1950 afin d'orner le centre de la place face à la gare principale du Caire lui donnant ainsi le nom de Midan Ramsès. Exposé à la pollution de la mégalopole pendant un demi-siècle, le Conseil suprême des Antiquités égyptiennes a décidé de transférer la statue à Gizeh afin de la restaurer et d'accueillir les visiteurs du futur Grand Musée égyptien qui ouvrira ses portes en 2020 non loin des célèbres pyramides.
Ce portail oriental du temple devait donner sur une grande cour ou un parvis doté également de statues royales et de dignitaires dont plusieurs débris ont pu être retrouvés. C'est également à cet endroit qu'a été retrouvée la grande stèle d'Apriès, pharaon de la XXVIe dynastie, aujourd'hui exposée dans le musée en plein air du site. Cette stèle portait un décret du roi en faveur de l'Hout-ka-Ptah et de ses domaines, réglant les taxes et revenus du sanctuaire.
Petrie effectua une série de sondages et de fouilles selon un axe partant de l'ouest vers l'est afin de reconnaître les vestiges du temple de Ptah. Le site bien que complètement bouleversé par les carriers du Moyen Âge a livré néanmoins des vestiges qui permettent de reconstituer un schéma chronologique confirmant l'ancienneté du temple. Aux niveaux les plus profonds de ces sondages, déjà baignés par les eaux de la nappe phréatique, les fouilleurs ont découvert quelques objets de l'Ancien et du Moyen Empire, comme des ustensiles en cuivre, des poteries et autres menus indices de ces hautes époques de l'occupation du site. Ils déterminèrent également le niveau des fondations du temple de la XVIIIe dynastie mettant au jour des éléments au nom d'Amenhotep III pouvant appartenir au sanctuaire du dieu Ptah.
Un peu au nord de l'emplacement du grand colosse de granite, se trouvaient les vestiges d'un grand pylône. Les éléments découverts comme des morceaux de la corniche à gorge qui couronnait l'édifice, sont au nom de Ramsès VI. De grande dimension, le monument que cette corniche ornait était imposant. Les deux blocs d'angle portant les cartouches du roi séparés par des séries de palmes stylisées sont en granite rouge d'Assouan. Cela explique leur conservation mais surtout indique le luxe des matériaux employés pour cet édifice devant lequel se dressait autrefois le [[Colosses de Ramsès II|colosse de Ramsès II]].

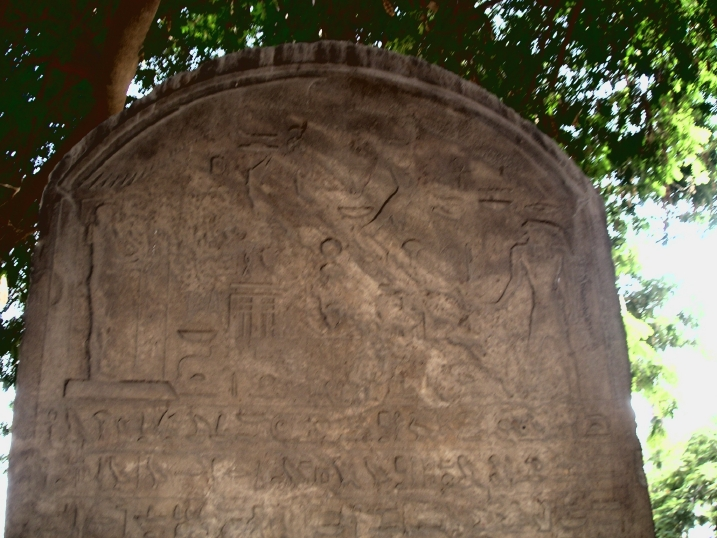
Stèle d'Apriès - Musée en plein air de Mit-Rahineh

À proximité deux tambours de colonnes en granite également ont été exhumés, vestiges probables d'une colonnade. Ils portent la titulature de Ramsès II.
Tout autour des fragments statuaires de diverses époques ont été retrouvés, trait caractéristique des temples égyptiens qui dans leur partie d'accueil, outre les statues et stèles royales, étaient littéralement envahis par les offrandes des dignitaires du royaume et du peuple de Memphis. 
Ces ensembles statuaires, le plus souvent constitués de statuettes, étaient fréquemment rassemblés et enterrés rituellement par les prêtres ce qui, lorsqu'on découvre une telle cachette, offre aux égyptologues un puits d'information appréciable pour le site. C'est à partir de telles découvertes fortuites au XIXe siècle que les habitants de Mit-Rahineh ont pu fournir en antiquités les touristes et collectionneurs qui commencèrent à sillonner l'Égypte.
La découverte de Petrie ne provient pas de l'une de ces grandes cachettes. Ce sont bien des ex-voto mais découverts à l'emplacement même où ils avaient été dressés, non loin de la porte orientale du téménos de Ptah. Plus à l'est encore, l'archéologue mit au jour un parvis dont les dépôts de fondation étaient datés du règne de Ptolémée IV.
Non loin un peu plus au sud mais à l'extérieur de l'enceinte principale, Mérenptah a fait édifier son propre temple consacré à Ptah ainsi qu'un vaste palais cérémoniel. Cet ensemble temple+palais précédé d'un nouveau grand portail le tout sur un axe nord-sud a été fouillé au XXe siècle. Un plan assez précis notamment de la partie palatiale en a été relevé, ce qui est rare pour cette région. Le temple de Ptah de Mérenptah lui n'a été dégagé que sur sa partie d'accueil. Il ouvrait par une grande porte orientée vers le sud qui donnait sur une cour à ciel ouvert précédant la zone des sanctuaires qui reste encore à explorer dans la partie septentrionale de l'édifice. 
La plupart des éléments de cet ensemble exceptionnel se trouvent aujourd'hui au musée de l'université de Pennsylvanie ainsi qu'au Musée du Caire. À cette occasion le roi fait probablement rebâtir le mur d'enceinte des principaux sanctuaires déjà existant, mur dont un bassin à libation d'un certain Amenemhat, scribe du port de Memphis, pourrait nous donner un témoignage. Trouvé dans le sanctuaire du petit temple de Ptah au sud de son Mur de Ramsès II, il représente un mur crénelé, formé de bastions et de redans ornés de grandes oreilles, nous révélant un aspect très singulier de l'enceinte du temple de Memphis .

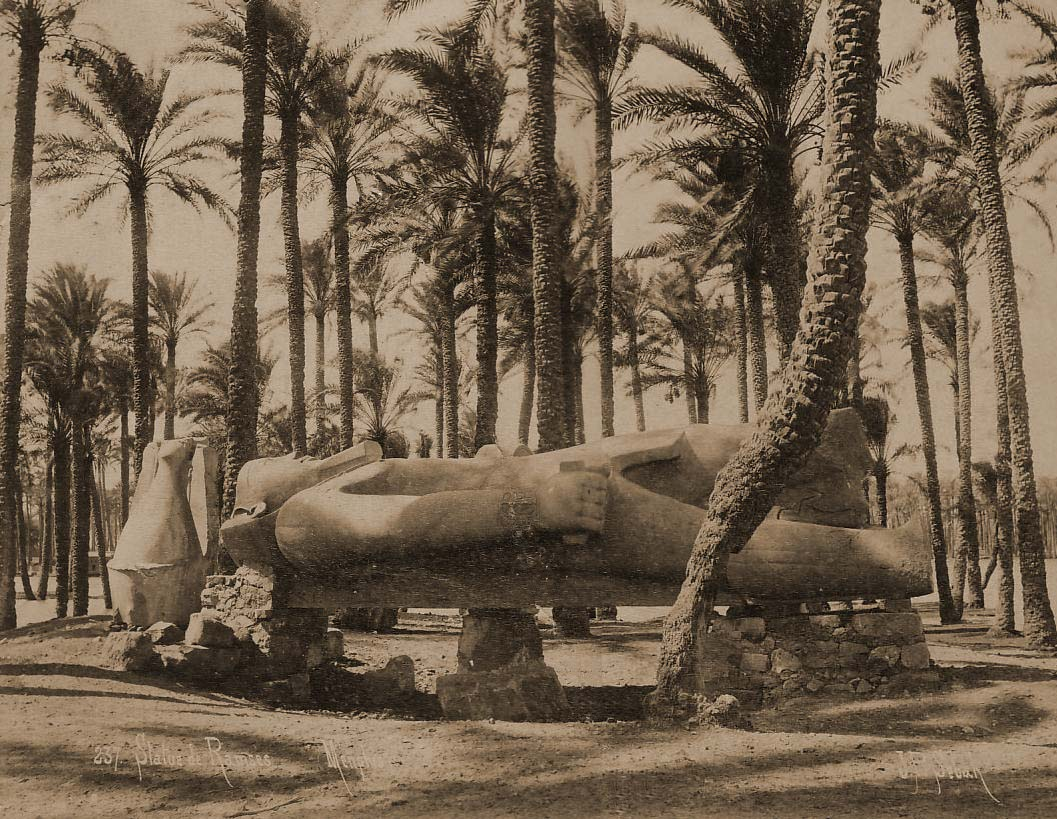
Le grand colosse en granite de Ramsès II avant son premier transfert au Caire

Selon cette hypothèse soutenue par l'égyptologue Rudolf Anthes, l'enceinte et donc l'aire du temple du dieu Ptah aurait alors été considérablement agrandie et aurait ainsi occupé une grande partie de la cité, englobant ou se rattachant ainsi les petites fondations de son père et grand-père.
D'autres égyptologues penchent eux pour des enceintes séparées mais orientées et reliées entre elles selon un point central constitué par le grand temple de Ptah et son enceinte qui resta de tout temps un objet de culte populaire.
Le survey de Memphis réalisé à partir des années 1980 par l'Egypt Exploration Society, a confirmé par des relevés précis que le portail oriental se trouve dans l'axe de la partie occidentale du temple de Ptah constituée par le grand pylône et la salle hypostyle de Ramsès II, démontrant que les deux parties étaient donc liées et appartenaient au même édifice.
Ainsi grâce à ces découvertes, il a été possible de restituer à l'est du temple de Ptah un vaste portail d'accueil édifié sous les ramessides et continuellement embelli par la suite. Il précédait le temple de la XVIIIe dynastie et était constitué d'un grand pylône égyptien, construit soit entièrement en granite soit doté d'éléments de cette pierre dure importée des carrières du sud du pays. Précédé de plusieurs statues royales dont le grand colosse en granite de Ramsès II, son parvis était orné d'une multitude de statues de différentes dimensions ainsi que de stèles. Cette porte donnait dans une cour à colonnade dont une partie était également en granite. Au-delà s'élevait le temple de la XVIIIe dynastie qui abritait le sanctuaire du dieu.

## La porte sud et l'axe méridional du temple

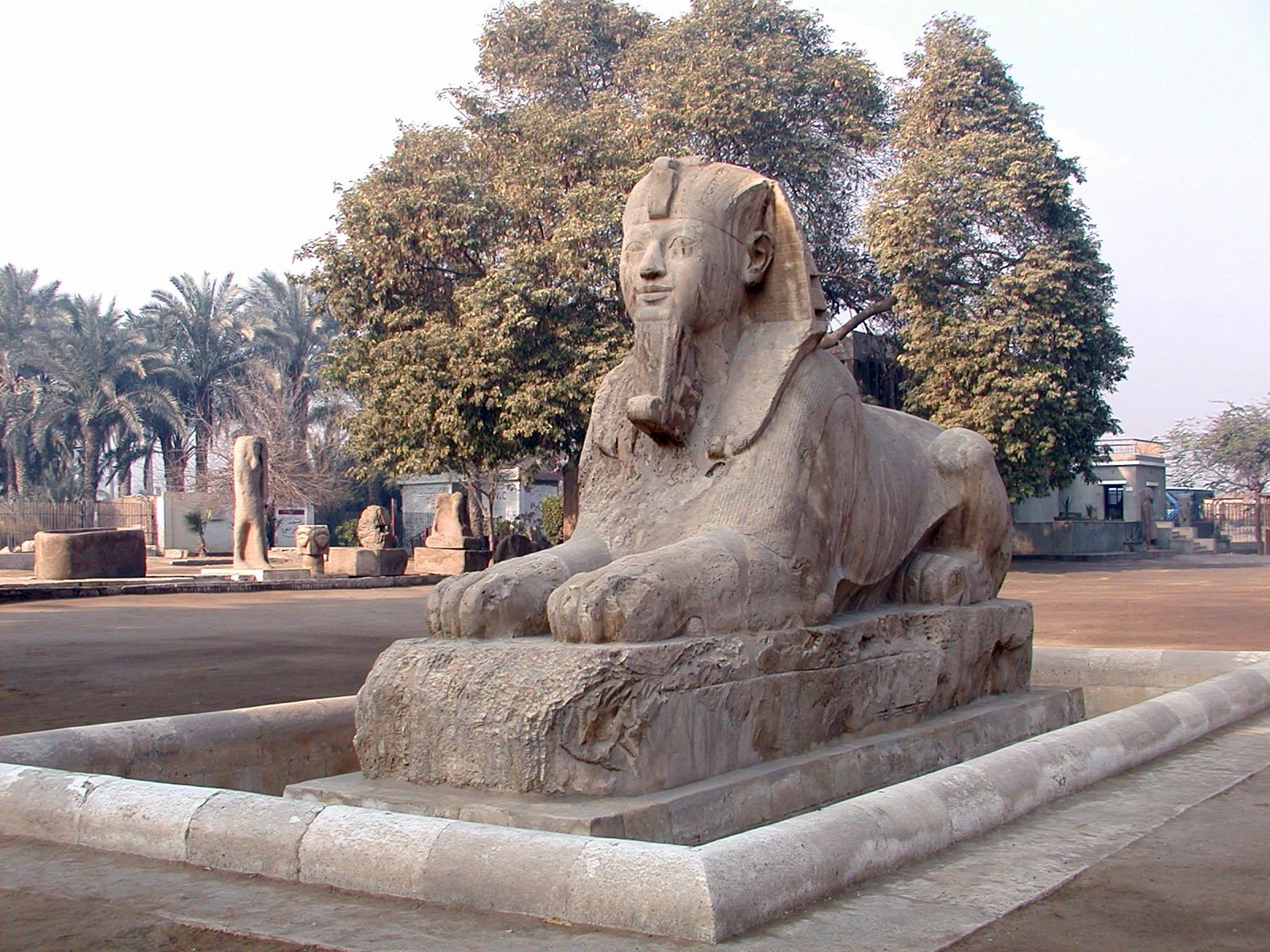
Grand sphinx de Memphis

La partie méridionale du temple selon les descriptions et les vestiges retrouvés sur place, était l'une des plus riches en monuments et comptait les embellissements d'un roi qu'Hérodote nomme Sésostris, dont les exploits et les monuments qui lui sont attribués par l'auteur permettent d'identifier à Ramsès II et enfin les agrandissements réalisés par Psammétique Ier qui aurait bâti les propylées sud. 
De fait, un grand nombre des éléments lapidaires qui forment la collection du petit musée en plein air de Memphis proviennent de ce secteur. 

### Le grand sphinx de Memphis
Le grand sphinx monolithe de Memphis a été découvert au XIXe siècle un peu au nord-est de l'emplacement du grand portail du sud à l'intérieur de l'enceinte. Il est l'un des plus grands exemples de ce genre statuaire encore présent sur son site d'origine. Datant de la XVIIIe dynastie par son style, on hésite encore à le dater précisément car il nous est parvenu anépigraphe. 
Si lors de sa découverte, à l'instar du grand colosse de Ramsès II, le sphinx était alors renversé et enfoui sous des mètres d'alluvions, ce qui le protégea partiellement des assauts du temps, son socle qui devait porter les inscriptions dédicatoires, plus exposé aux intempéries s'est érodé, effaçant tout indice utile pour en assurer la datation précise. Tout au plus en comparant les styles et les conventions de représentation en usage aux différentes époques, peut-on dire qu'il aurait été sculpté aux alentours du règne d'Amenhotep II ou Thoutmôsis IV.
L'emplacement de sa découverte et sa taille colossale suggère qu'un monument important existait dans la partie sud-est de l'Hout-ka-Ptah.

### Le grand colosse de RamsèsII

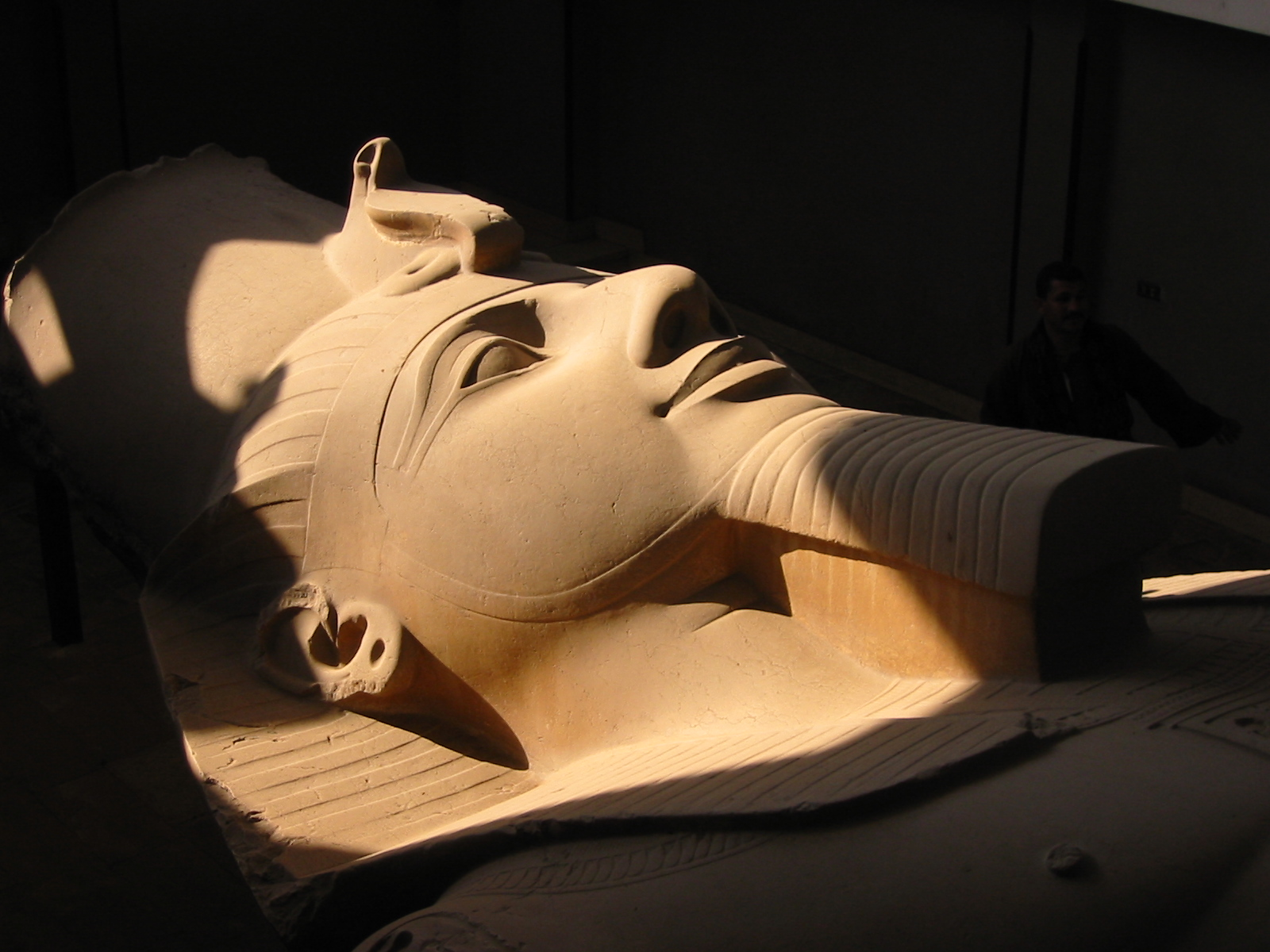
Détail de la tête du colosse de Ramsès II exposé au Musée de Memphis

Le colosse couché de Ramsès II reste le monument principal de cette partie du temple qui nous soit parvenu et par sa qualité et sa taille il évoque à lui seul les proportions des monuments qu'il devait orner ou précéder. 
Fait d'un bloc de calcaire siliceux, il mesure près de onze mètres sans compter le bas des jambes manquantes ainsi que son socle. Au contraire de nombre de statues sculptées pour d'autres souverains et qui ont été réinscrites au nom du glorieux souverain de la XIXe dynastie, le colosse de Memphis est un exemple éloquent de la maîtrise de la statuaire des ateliers royaux du règne de Ramsès. Les proportions du corps apparaissent comme harmonieuses, le visage encadré du némès surmonté du pschent, présente des traits fins et dessinés, caractéristiques des meilleurs exemplaires de portraits connus pour le règne de Ramsès II.
Cette représentation colossale de pharaon devait probablement dominer le grand portail sud du temple dont l'aspect échappe encore aux fouilles archéologiques menées dans le secteur, ses fondations ayant été perdues. Seule la taille du colosse permet d'envisager une porte ou un pylône égyptien de plus d'une dizaine de mètres de hauteur, précédé d'un parvis sur lequel se trouvait le colosse de Ramsès.

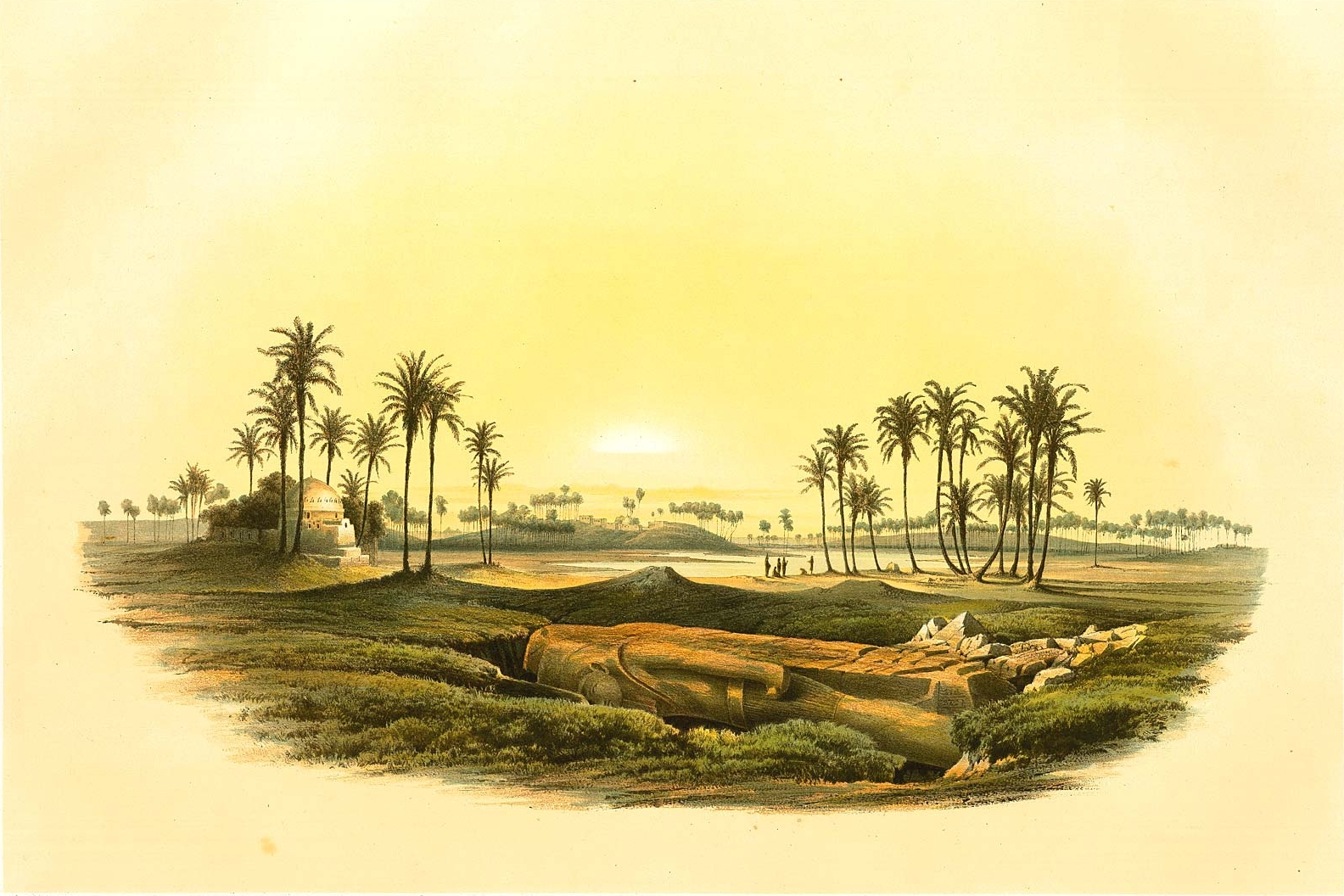
Le grand colosse en albâtre de peu de temps après sa découverte au sud de l'enceinte de l'Hout-Ka-Ptah

De l'aménagement du temple au-delà de cet accès monumental, il ne reste rien de tangible aujourd'hui, le secteur étant envahi depuis longtemps par les maisons modernes de la ville de Mit-Rahineh qui occupe encore à l'heure actuelle le centre de l'enceinte et interdit toute fouille pour le moment. 
Selon la description d'Hérodote une grande cour suivait cette entrée monumentale. Bâtie par Psammétique Ier, elle était bordée par des portiques dont les piliers étaient ornés de colosses probablement osiriaques symbolisant la royauté du dieu dont la taille atteignait près de sept mètres de hauteur ce qui devait porter l'élévation des portiques à près d'une dizaine de mètres de hauteur. Ces portiques distribuaient chacun une partie précise du temple. 
Dans la partie orientale devait donc se trouver un important monument puisque c'est dans cette zone que fut découvert le grand sphinx. 
Dans la partie occidentale non seulement se trouvaient les chapelles royales de Séthi Ier et des souverains de la XXVe dynastie, mais également un édifice non moins important puisqu'il s'agit de la maison d'embaumement des taureaux sacrés Apis.
Au-delà de cette comparaison entre sources historiques et découvertes archéologiques, il est impossible d'être plus précis concernant l'aspect méridional de l'Hout-ka-Ptah.

### La ouâbet d'Apis

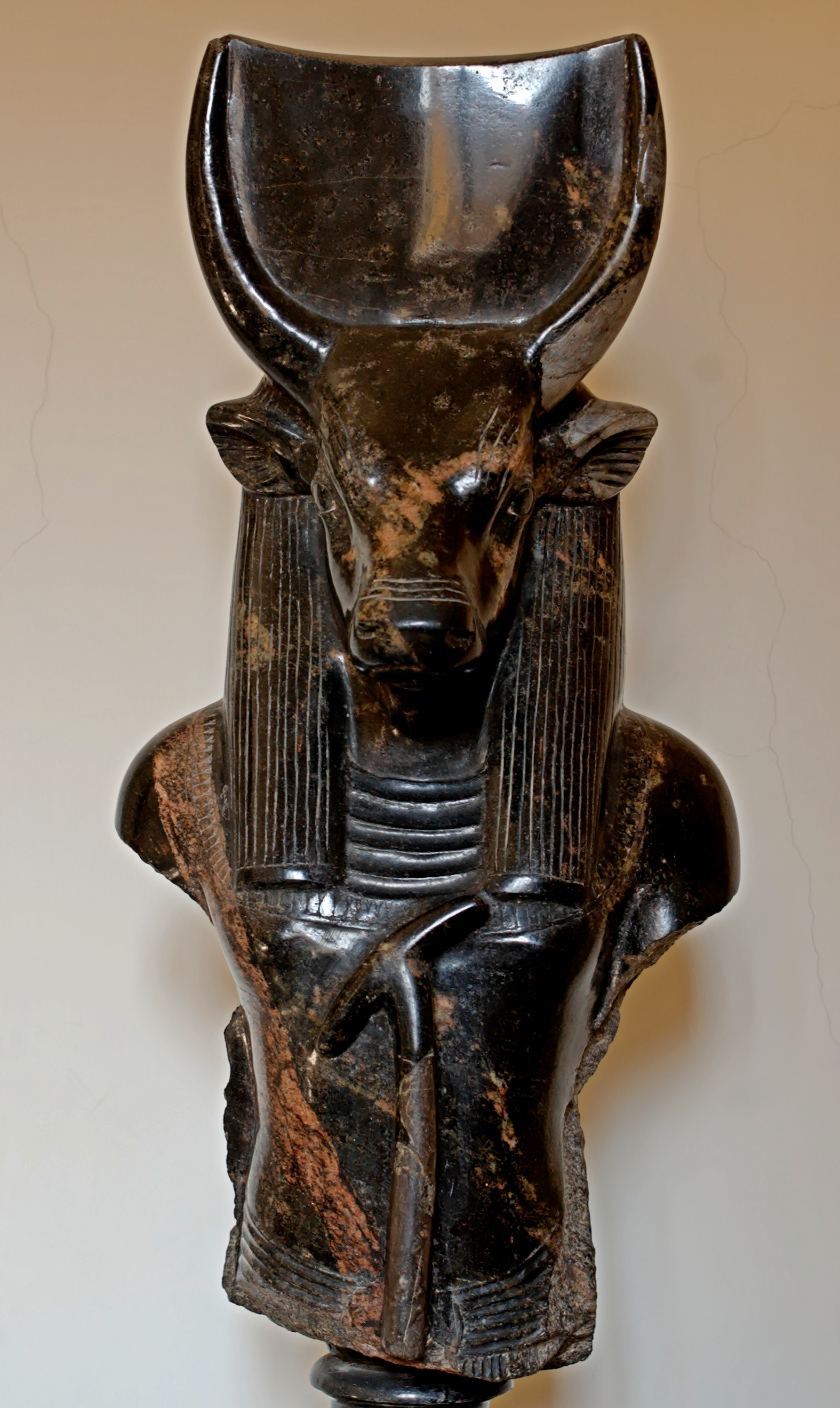
Statue anthropomorphe du dieu Apis

Les tables d'embaumement du taureau sacré Apis ont été donc retrouvées au sud-ouest à l'intérieur de l'enceinte dans un édifice qui dans son dernier état remonte au règne de Nectanébo II. Ce monument dédié aux rites de momification du dieu taureau est édifié non loin du grand temple de Ptah. Il a été fouillé à la fin du XXe siècle établissant que l'édifice existait déjà à la XXIe dynastie et qu'il fut plusieurs fois remanié par la suite notamment sous la XXVIe dynastie.

Ce fait semble confirmer l'écrit d'Hérodote qui nous rapporte que cette partie du temple fut aménagée sous Psammétique Ier qui 
« fit faire pour Héphaïstos (Ptah), à Memphis, le portique orienté du côté du vent du sud et il fit bâtir pour Apis en face du portique, la cour dans laquelle on le nourrit une fois qu'il s'est révélé ; elle est entourée d'une colonnade et toute ornée de figures ; les colonnes y sont remplacées par des colosses hauts de douze coudées. »
— Hérodote, Livre II, § 153
L'un des cultes les plus populaires de Memphis était consacré au dieu Apis, hypostase vivante de Ptah incarné dans un taureau sacré. Selon la mythologie il apparaissait régulièrement en Égypte dans un jeune taureau noir portant sur son pelage des signes distinctifs. Lorsque les prêtres le trouvaient, il était alors introduit officiellement dans le temple de Ptah lors d'une cérémonie digne du couronnement d'un roi. Un temple-enclos lui était réservé et à cette occasion sa mère devenait elle aussi une hypostase divine, assimilée à une des formes de la déesse Isis, le suivant dans sa nouvelle vie faite de rites et d'offrandes quotidiens, de cérémonies religieuses et participant aux grandes fêtes de la cité et de la région en jouant un rôle essentiel dans le lien qui unissait Pharaon aux dieux. 
À sa mort, un deuil national était décrété et Apis était alors momifié selon des pratiques spéciales à la nature de sa divinité afin d'être inhumé en grande pompe avec tous les honneurs dus à un dieu dans la nécropole de Saqqarah.
On le conduisait d'abord dans la ouâbet, c'est-à-dire la place pure, pour y être préparé avec la même opulence d'une momification réservée au roi. Le lin le plus fin était employé pour son emmaillotement et des amulettes prophylactiques et autres bijoux précieux y étaient introduits. On recouvrait sa tête d'un masque doré et les imposants vases canopes contenant ses viscères momifiés ainsi que des centaines de statuettes funéraires ou ouchebti bucéphales accompagnaient la dépouille. 
Une fois le temps nécessaire de préparation du corps divin révolu, un grand cortège quittait la salle d'embaumement, se dirigeait vers le grand temple de Ptah, traversait la salle hypostyle et apparaissait alors par la grande porte du pylône occidental devant la foule des pèlerins venus lui rendre un dernier hommage. Le cortège se dirigeait vers les nécropoles afin de déposer le corps du dieu momifié dans un tombeau spécialement aménagé pour l'accueillir.
Le fait que le monument dédié aux rites de momification du dieu Apis se trouve dans la partie occidentale de l'Hout-ka-Ptah, n'est pas le fruit du hasard, l'occident représentant de tout temps pour les anciens Égyptiens le monde des morts. 
Nous savons par les auteurs antiques que le temple de l'Apis vivant était situé à proximité. Selon Strabon, c'est dans cette cour qu'était lâché le dieu taureau afin que les pèlerins et les dévots puissent le voir et lui faire des offrandes. Selon cette même source, des combats de taureaux étaient pratiqués en son honneur dans le dromos qui menait au temple. Pour Strabon le temple d'Apis est voisin de celui de Ptah, ou encore « attenant au temple de Vulcain » comme le rapporte Diodore de Sicile. Bien qu'aucune trace n'en a été retrouvée actuellement, il est tentant de l'imaginer en face de la ouâbet, séparé par la grande cour dont Hérodote nous a donné une description.

## Le grand pylône de l'ouest et la salle hypostyle du temple de Ptah

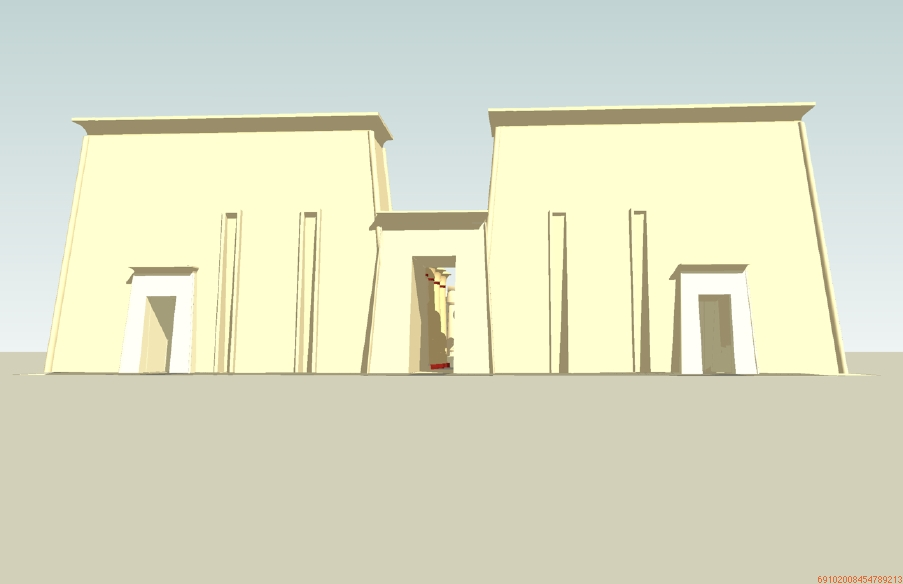
Restitution du grand pylône de Ramsès II

Toujours selon Hérodote qui reste la principale source antique concernant Memphis, la partie occidentale du téménos remonterait quant à elle à un roi qu'il nomme Rhampsinite. On peut identifier ce pharaon à un Ramsès du Nouvel Empire au vu des éléments de la biographie de ce roi donnée par les prêtres au visiteur grec.  
D'autres auteurs antiques, à l'instar de Strabon, purent visiter cette partie du temple à demi profane nous laissant des descriptions enthousiastes pour ses proportions et la richesse des matériaux employés.
Le temple formait à cet endroit un nouvel axe pointant vers l'ouest, en direction du monde occidental des anciens égyptiens, c'est-à-dire du monde des morts. C'est d'ailleurs au-delà de ce mur occidental et de son portail, qu'ont été retrouvées, toujours plus à l'ouest, une nécropole du Moyen Empire, ainsi qu'une autre datant de la XXIIe dynastie. C'est également dans cette zone actuellement sous la ville moderne que se situeraient les autres temples consacrés par différents pharaons du Nouvel Empire. Cette partie de la ville nommée Ânkh-Taouy selon les sources comportait une chapelle ou un oratoire à la déesse Bastet ce qui semble concorder avec la présence de monuments des souverains de la dynastie libyenne issue de Bubastis.
Les ruines du pylône et de la salle hypostyle du temple de Ptah ont été repérées et relevées sur une carte pour la première fois lors de l'expédition de Karl Richard Lepsius qui visita rapidement le site en 1842, sans pousser plus loin les recherches faute de temps. Peu de temps après, Auguste Mariette à la tête du tout jeune Service des antiquités Égyptiennes procéda alors à un premier dégagement de l'ensemble, puis ses successeurs entre 1887-1888 et 1892, poursuivent les travaux permettant d'en relever les dimensions et un premier plan. 
Enfin, Sir William Matthew Flinders Petrie entame à partir de 1907 une grande campagne de fouilles et a révélé les principaux vestiges du grand temple de Ptah actuellement encore visibles. Il s'agit là des vestiges les mieux connus de l'Hout-ka-Ptah.

### Le pylône de RamsèsII
Situé au milieu du mur occidental de l'enceinte principale de la ville, le grand pylône du temple mesure soixante quatorze mètres soixante de largeur pour un peu plus de onze mètres d'épaisseur. En comparaison les dimensions du pylône du temple d'Horus d'Edfou, avec ses soixante dix-neuf mètres de largeur pour trente six mètres de hauteur, laissent aisément imaginer les proportions colossales choisies par Ramsès II pour orner le sanctuaire du dieu Ptah.

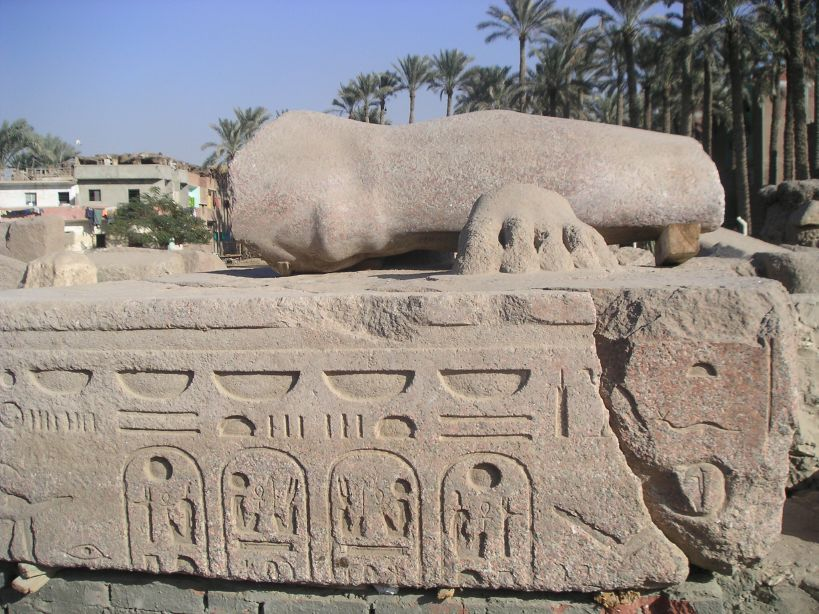
Restes d'un des colosses de placé devant le grand pylône occidental du temple de Ptah

Le témoignage d'Hérodote nous indique que ce monument était précédé de deux colosses d'une hauteur d'une douzaine de mètres. De fait, les vestiges fracassés de telles statues en granite ont été retrouvés sur place et dont certaines parties gisent encore dans un sol marécageux qui a envahi l'essentiel de l'espace occupé par la salle hypostyle auquel il donnait accès. 
L'originalité de ce pylône découvert à Memphis, outre ses dimensions, réside dans le fait qu'il était ouvert en façade par trois grandes portes  :
- deux latérales donnant accès à des couloirs longeant la salle hypostyle qui suivait et qui permettaient d'accéder au temple. Elles étaient construites en albâtre et ne présentaient au moment de leur découverte que des inscriptions a demi effacées par le temps dans lesquelles le cartouche de Ramsès II était encore reconnaissable ;
- une centrale, plus imposante, ouvrant directement dans la salle et réservée exclusivement aux cérémonies et processions qui devaient l'emprunter lors des grandes fêtes qui rythmaient la vie religieuse de la cité, et qui devaient avoir lieu dans cette grande salle symbole du marécage primordial duquel émergeait la divinité. Elle était en grès et était précédée d'une rampe munie de parapets en granite rouge aux sommets arrondis.

L'ensemble porte les titulatures de Ramsès II mais également de Sethnakht, fondateur de la XXe dynastie. Le passage qui traversait le massif du pylône quant à lui porte les titulatures successives de Mérenptah qui lui succéda et Ramsès III.

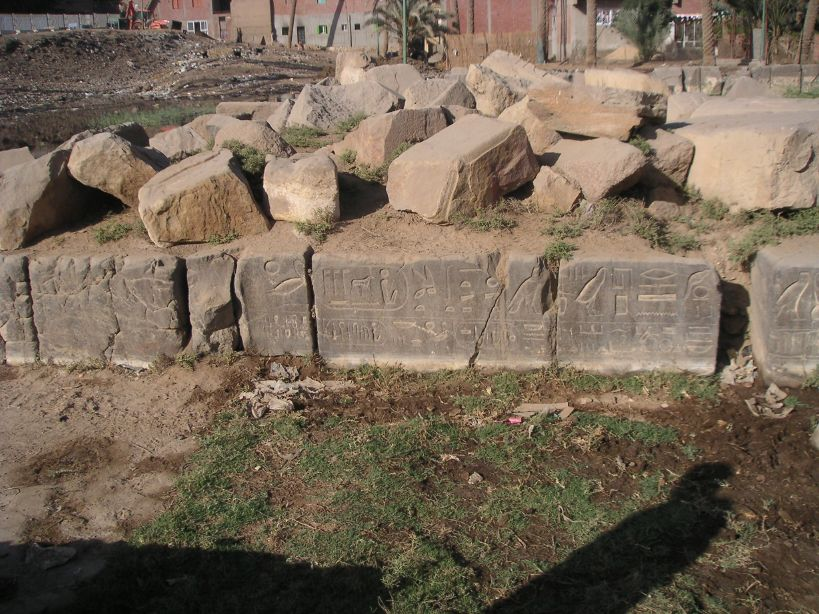
Soubassement de la porte axiale du pylône du temple de Ptah

Dans cet aspect ce monumental portail d'accueil peut être ici aussi rapproché du grand pylône d'Edfou qui présente également trois portes en façade. Cependant pour ce dernier les deux portes latérales sont clairement des portes secondaires, beaucoup plus petites que la porte principale axiale, et elles ouvrent sur un couloir périphérique qui encercle le temple sur tout son pourtour. Elles sont d'ailleurs rejetées de part et d'autre des deux môles du pylône et ne présentent pas d'aménagement spécifiques, alors qu'à Memphis nous avons affaire à trois portes certes de dimensions différentes mais soigneusement aménagées et décorées. 
Pour s'en donner une idée on peut davantage comparer cet édifice avec le premier pylône du temple d'Isis de Philæ qui présente en façade deux portes principales dénotant deux fonctions différentes liées aux parties du temple qu'elles desservaient. Les trois portes monumentales du pylône du temple de Ptah devaient donc elles aussi donner accès à différentes parties spécifiques du temple. 
En l'état actuel de notre connaissance de l'édifice la porte axiale donnait accès à une salle hypostyle dont l'aménagement présente également une grande originalité. 
Des débris de différentes stèles ont été retrouvées devant le pylône qu'un vaste espace précédait. Au vu des vestiges retrouvés dans ces environs il pourrait s'agir d'une cour d'assez grande dimension dans laquelle au moins un grand colosse se trouvait. Elle devait comporter une colonnade ou un kiosque constitué de colonnes palmiformes en granite, que le roi avait fait prélever d'un sanctuaire de l'Ancien Empire. L'une de ces colonnes monolithes est exposée au musée de l'université de Pennsylvanie, et est ornée de légendes hiéroglyphiques et de représentations de Ramsès II faisant des offrandes à Ptah qui est au sud de son Mur.
Du grand colosse qui ornait cette cour ou ce parvis du grand temple, seuls subsistent les bases d'un socle imposant en basalte noir sur fondation en calcaire, placé au nord ouest de l'axe principal de cette avant-cour. Ici encore les légendes hiéroglyphiques donnent la titulature de Ramsès II.
Juste à l'ouest de ces fondations une portion d'un mur de brique a été mis au jour ainsi que les vestiges d'un monument dont les dépôts de fondation sont au nom de Thoutmôsis IV. Il pourrait s'agir des traces du pylône ou de la grande porte que ce pharaon avait fait édifier pour l'Hout-ka-Ptah et dont quelques stèles nous ont conservé le souvenir. Selon ces représentations, les reliefs qui ornaient cet édifice représentent le roi devant le dieu Ptah figuré dans son naos. Le roi coiffé de la couronne de Taténen apparaît dans l'attitude du massacre rituel des ennemis de l'Égypte. Ce monument devait marquer à l'époque l'entrée de l'enceinte du téménos de Ptah.

### La salle hypostyle

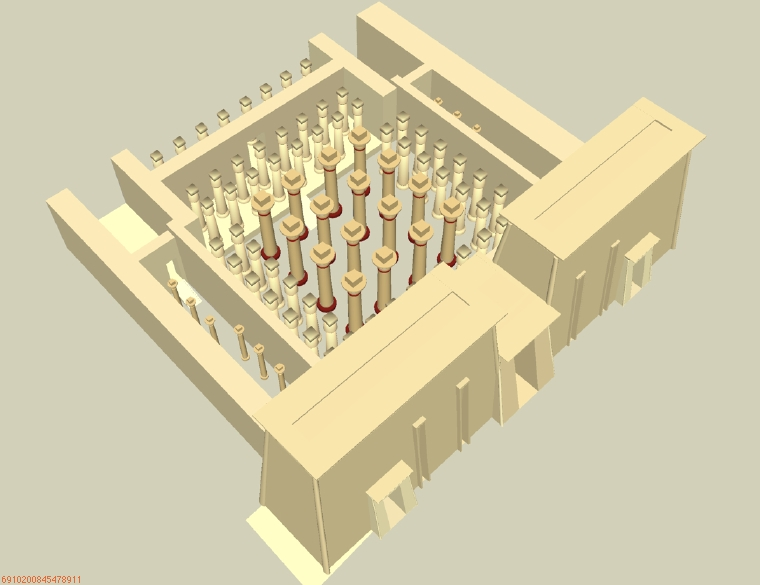
Vue restituée de la salle hypostyle du temple de Ptah à l'époque de Ramsès II.

C'est avec le premier relevé précis du site réalisé lors de l'expédition prussienne de 1842, dirigée par Karl Richard Lepsius que les premières ruines de l'hypostyle sont identifiées. Toutefois le plan de l'ensemble ne pouvait être rendu tant il s'agissait alors d'un amas de blocs de granite renversés pèle-mêle dans une dépression interrompant le tracé de l'enceinte de brique crue du grand temple. 
Près de quarante années plus tard sous la direction cette fois de Georges Daressy, à la suite d'une première campagne d'exploration d'Auguste Mariette, les fouilleurs dégagent l'ensemble et en donnent un premier plan mettant au jour le grand pylône qui apparut donc doté de trois portes le traversant de part en part et non d'une seule. 
À Memphis, les deux accès latéraux donnent sur deux espaces comparables à des corridors qui sont assez vastes et suffisamment larges pour être dotés de colonnades. Ils mènent directement à la façade du temple au sol surélevé. Le temple devait donc être accessible par trois portes que des rampes desservaient.
En identifiant les murs latéraux du temple les archéologues pensèrent reconnaître qu'ils délimitaient une grande cour bordée de portiques. Dans l'axe de cette dernière trônaient douze bases de colonnes de plus grandes dimensions que celles qui entouraient la place, qui semblaient alignées en forme de « T », dessinant apparemment l'emplacement d'un imposant kiosque d'accueil précédant la façade du temple. Cette dernière était surélevée et dotée également d'un portique à dix colonnes cette fois en quartzite de Moqattam.
Un grand nombre de fragments de stèles, de statues, certaines parfois entières, a été mis au jour lors de ces fouilles. De cet ensemble qui ornait le temple on citera notamment les deux grandes statues figurant le dieu Ptah et qui sont aujourd'hui exposées au Musée du Caire. 
Une décennie plus tard William Matthew Flinders Petrie mena des travaux archéologiques de grande ampleur. Poursuivant le dégagement de l'ensemble il en restitua le plan de manière plus précise, atteignant les niveaux de fondation de l'édifice et découvrant qu'il s'agissait en réalité d'une imposante salle hypostyle qui existait là où avait été identifiée autrefois une cour à péristyles.
Cette salle présente un plan inhabituel comparé aux grandes salles hypostyles de Karnak ou du Ramesséum car si elle est de plan basilical comme elles, celle du temple de Ptah possède une quadruple rangée de quatre colonnes centrales. Ce sont finalement seize colonnes, sans doute campaniformes, qui devaient soutenir à une vingtaine de mètres de hauteur le toit et permettre à la lumière de pénétrer dans la salle par des claustra aménagés dans l'espace libéré grâce au décalage de niveau formé avec les colonnes des bas côtés.

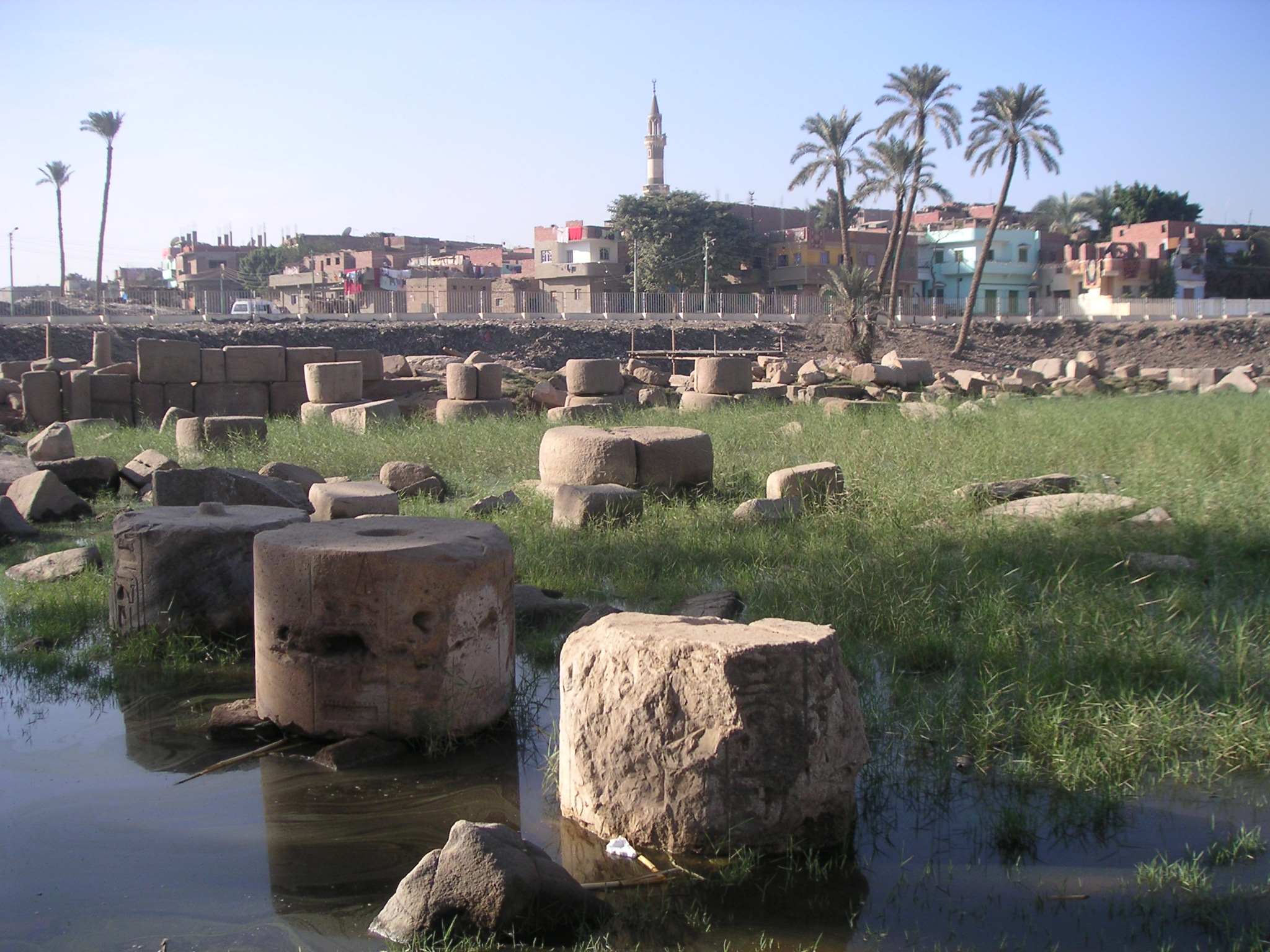
Vue des ruines de la salle hypostyle du grand temple de Ptah

Ceux-ci constitués de trente-quatre colonnes en granite entourent cette allée centrale sur trois côtés au lieu des deux côtés latéraux comme dans les exemples thébains. Seules les bases de colonnes et les premières assises des murs subsistent et permettent de lire le plan d'ensemble et ainsi d'imaginer une restitution convaincante. 
Les couloirs latéraux accessibles directement par le grand pylône comportent également des colonnades. Ils desservent la salle hypostyle par deux portes aménagées contre le pylône. Les murs de ces parties latérales comportent sur leur soubassement de granit noir la titulature de Ramsès II.
On peut donc en déduire que la salle et son pylône ont été fondés dans la seconde partie du règne de Ramsès II et que s'il eut le temps de l'achever comme l'affirment les inscriptions à la gloire du grand pharaon sa décoration fut poursuivie par son fils puis peut-être achevée par le troisième Ramsès, lointain successeur qui chercha en tout à ressusciter la gloire de son ancêtre.
Dernière particularité, la salle ne s'achève pas sur un second pylône ou sur un mur séparant ce grand pronaos de la zone des sanctuaires mais ouvrait sur une seconde salle à colonne, ou en tout cas une colonnade, à laquelle on accédait par un escalier car le sol de cette seconde partie du temple est surélevé. Bien qu'à partir de cet endroit le temple remonte à la XVIIIe dynastie, les colonnes portent la titulature du grand Ramsès ainsi celle de Séthi II, son petit-fils.
À l'intérieur de la salle hypostyle de nombreuses statues ont été déposées en ex-voto par les pèlerins et prêtres du dieu, ainsi que des groupes statuaires au nom de Ramsès II dont certains fragments sont toujours en place sur le site. C'est donc un programme monumental qui a été commandé pour le grand temple de Ptah venant compléter ou sans doute agrandir le vieux temple de Ptah. Ce programme atteste bien la volonté des pharaons ramessides d'honorer le dieu de Memphis.
Aujourd'hui, à demi immergées dans un sol devenu marécageux à cause de la remontée des eaux souterraines, seules les fondations et bases de colonnes subsistent et laissent imaginer cette grandiose introduction au sanctuaire.

## Le sanctuaire de Ptah

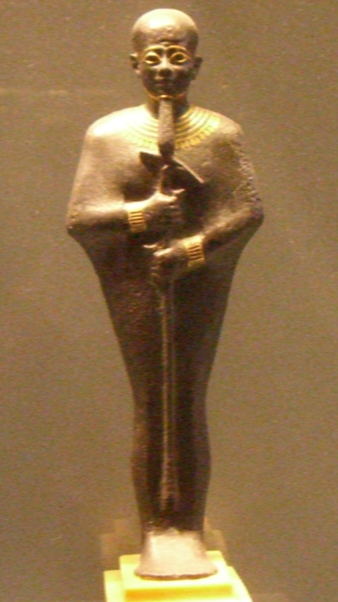
Le dieu Ptah

Du saint des saints du temple de Ptah il ne reste rien de tangible aujourd'hui. Ses vestiges ou fondations sont situés sous la palmeraie et la cité de Mit-Rahineh non loin d'un canal moderne qui traverse de part en part la grande enceinte de l'Hout-ka-Ptah.
Nous pouvons toutefois nous donner une idée de sa splendeur grâce aux descriptions données par les voyageurs arabes qui visitèrent les ruines de Memphis et de son grand temple. À cette époque le site présentait encore de nombreux vestiges remarquables et c'est ainsi que plusieurs d'entre eux, parcourant ce champ de blocs renversés, décrivent une chapelle monolithe encore intacte faite d'une pierre aux reflets verts. 
Cette Chambre-Verte, comme se plurent à la baptiser ces chroniqueurs du Moyen Âge, avait probablement été taillée dans un bloc de basalte vert et produisait une grande impression tant par la qualité de sa pierre et des reliefs qu'elle portait, que par ses proportions. D'une hauteur de près de cinq mètres, pour une longueur de quatre et de trois en façade, ses parois étaient d'une égale épaisseur de un mètre, et l'ensemble reposait sur d'imposants blocs de fondation en granite rouge. 

Voici comment l'historien arabe Ahmad al-Maqrîzî décrit le monument qui se voyait encore un siècle plus tard : 
« On voyait à Memphis (…) une maison de cette pierre dure de granit, sur laquelle le fer ne mord point ; elle était d'une seule pièce. On voyait dessus des figures sculptées et de l'écriture ; sur la face de la porte étaient des figures de serpents qui présentaient leur poitrail. »
Nul doute que cette description correspond à celle du naos du grand temple de l'Hout-Ka-Ptah, qu'Abdul al-Latif, médecin et non moins célèbre géographe arabe du XIIIe siècle de notre ère, décrit comme « placée dans un magnifique temple construit de grandes et énormes pierres assemblées avec la plus grande justesse et l'art le plus parfait ».
À l'intérieur de ce naos monolithe devait se trouver une autre chapelle de plus petite dimension abritant la statue du dieu, objet du culte du temple.  
Une évocation de cette chapelle sacrée nous a probablement été transmise par une petite amulette en or trouvée sur la momie du général Oundjebaoundjed, ministre de Psousennès Ier, inhumé dans la nécropole royale de Tanis aux côtés de son maître et souverain. Ce petit bijou représente un naos en miniature contenant une statuette du dieu Ptah en lapis-lazuli. Les parois du naos sont en effet couverts de reliefs miniatures figurant des divinités tandis que le linteau de la porte est orné d'un disque solaire ailé. De chaque côté de la porte on peut voir deux colonnes en forme de pilier Djed supportant deux oiseaux coiffés de disques solaires. On peut y reconnaître les deux oiseaux bâ, symbolisant les âmes du dieu Rê, ou encore sa progéniture les dieux Shou et Tefnout qui ainsi figurés étaient associés au culte du dieu Ptah. De telles représentations se retrouvent sur les grands piliers des tombes de dignitaires des XVIIIe et XIXe dynasties mises au jour à Saqqarah, nous livrant ainsi un témoignage précieux sur les symboles qui entouraient la divinité au plus profond de son sanctuaire memphite. 

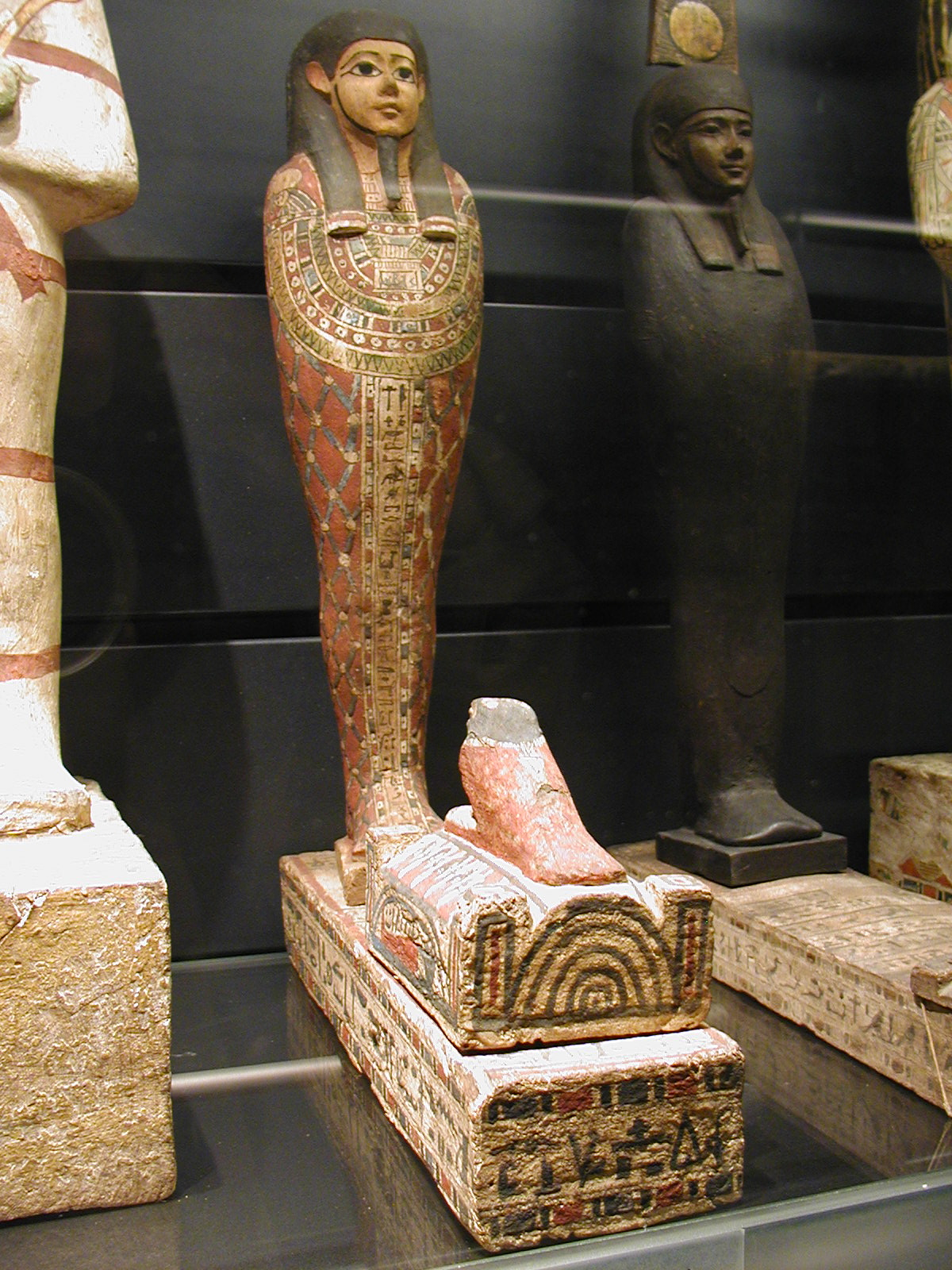
Statuette représentant Ptah-Sokar-Osiris au-devant duquel est figuré le tombeau d'Osiris

Le pilier Djed est un des symboles les plus sacrés de la mythologie égyptienne. Associé au dieu Osiris, il sera rapidement un des symboles du dieu Ptah, reliant encore un peu plus ces deux divinités qui par syncrétisme avec le dieu Sokaris, formaient à Memphis une seule et même divinité particulièrement honorée dans les grandes nécropoles qui s'étalent à l'horizon occidental de la cité.
Le dieu Ptah est souvent représenté tenant un sceptre composite dont l'un des éléments est précisément le pilier sacré en question. Selon la tradition ce pilier était conservé dans le grand temple du dieu à Memphis et Pharaon devait régulièrement s'y rendre et y pratiquer un rite connu sous le nom d'érection du djed, rite assurant la restauration de la stabilité de l'univers en même temps qu'il symbolisait la résurrection du dieu.
Lors des fouilles que Petrie effectua au début du XXe siècle, les sondages qu'il pratiqua sur un axe ouest-est à partir de la salle hypostyle du temple afin de découvrir les fondations du temple révélèrent des vestiges du sanctuaire principal du temple. Des blocs de parois sculptés dans un quartzite jaune mettant en scène la déesse Sekhmet à laquelle le roi fait offrande, appartiennent à une chapelle ou une salle du sanctuaire édifiée sous Amenhotep III. Elle reposait sur un soubassement de granite rouge de la même époque. 
Non loin les fouilleurs découvrirent également des fragments d'une autre chapelle au nom cette fois d'Ahmôsis II fait également de quartzite et de granite. Les parois sculptées présentent des reliefs dont un portrait du roi qui aujourd'hui est exposé au musée d'Édimbourg en Écosse.
Ce grand sanctuaire devait s'articuler avec les quatre développements du temple auxquels les quatre grands portails donnaient accès. Certains auteurs font un rapprochement direct de ce plan avec celui du temple d'Amon-Rê de Karnak qui il est vrai présente des analogies avec celui de Ptah de Memphis. 
On notera cependant l'absence au grand temple de Ptah de vestiges d'obélisques monumentaux, symboles solaires par excellence, qui s'ils avaient existé et en raison de leur matériau y auraient été retrouvés même brisés en morceaux. Pour l'Hout-ka-Ptah de grands colosses ornaient et dominaient les quatre portes principales du temple en lieu et place de ces pointes de granite. Ils indiquaient les quatre axes principaux aboutissant au sanctuaire du temple, point central du culte de Ptah.
Le triple accès du pylône occidental est un autre indice du plan du sanctuaire qui devait présenter alors un naos central et principal abritant la statue du dieu Ptah, tandis que des sanctuaires secondaires devaient soit abriter celles de la famille divine que le dieu formait avec Sekhmet et Néfertoum, soit des divinités avec lesquelles le dieu Ptah s'assimilait. 

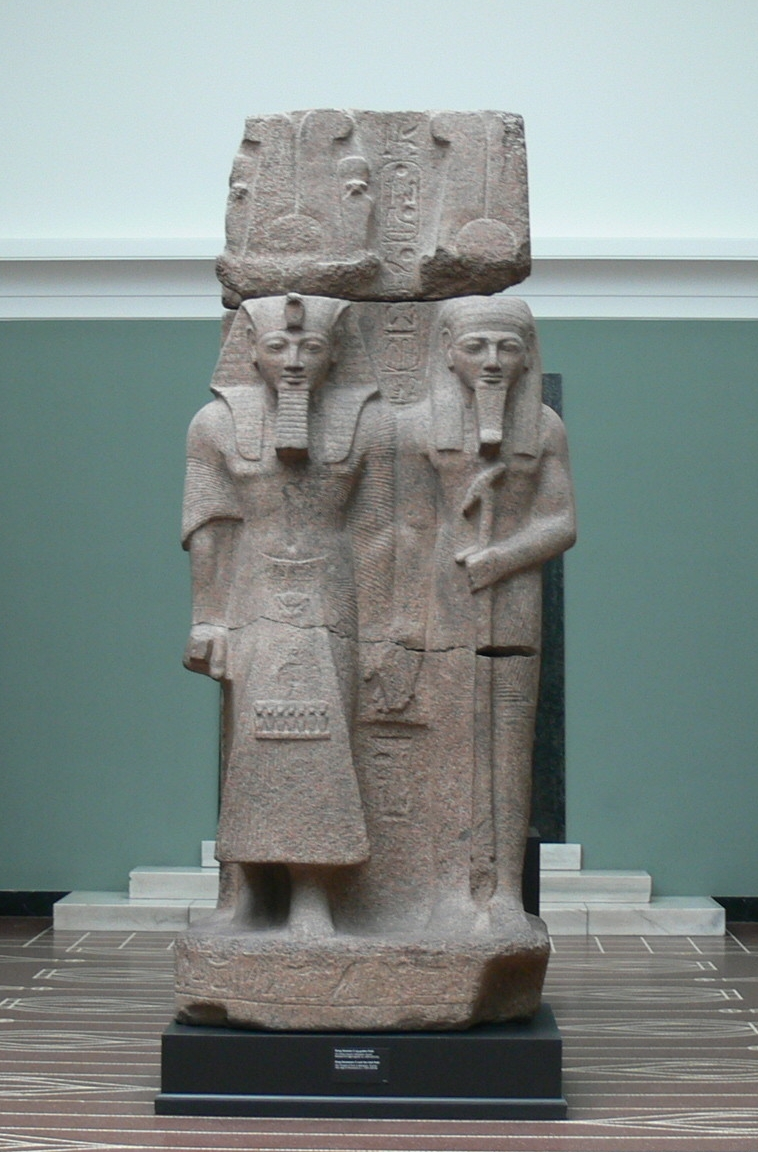
Statue de Ramsès II et du dieu Ptah-Taténen trouvée dans l'Hout-ka-Ptah

Les textes antiques nous informent en effet que le culte de Sokaris et de sa barque sacrée Hénou se trouvait dans l'Hout-ka-Ptah. Le sanctuaire de Sokaris à Memphis était réputé abriter l'un des tombeaux d'Osiris, celui qui conservait la tête du dieu. Ce sanctuaire était le centre de grandes cérémonies religieuses qui se déroulaient au mois de Khoiak lorsque la passion et la résurrection du dieu était jouée à travers tout le pays dans ses principaux lieux de cultes. La barque sacrée Hénou, dont on trouve fréquemment des représentations dans les temples ou sur des éléments votifs consacrés au dieu dans les tombes, contenait une divinité nommée Sânkh-Ptah, c'est-à-dire celui qui vit de Ptah, divinité assimilant les dieux Ptah, Sokaris et Osiris formant une seule entité divine qui était particulièrement honorée à Saqqarah la nécropole principale de Memphis.
Elle était donc conservée dans cette partie du temple qui se nommait la Shetyt de Sokar, dont les éléments principaux ont été reproduits dans les temples tardifs de Dendérah et d'Edfou. Cet ensemble de salles reliées entre elles était toujours placé à l'ouest du sanctuaire principal du temple. On notera à Karnak l'existence d'un autre exemple bien connu de chapelles affectées au culte de Sokaris cette fois situées au sud-ouest de l'axe principal de l'Akhmenou, ou la salle des fêtes de Thoutmôsis III. Les inscriptions hiéroglyphiques qui couvrent ces différents sanctuaires dédiés à Sokaris font clairement référence au sanctuaire de Memphis comme le lieu où ont été rassemblés les différents membres du dieu Osiris pour procéder à sa momification avec l'aide d'Anubis, d'Isis et de Nephtys.
Nul doute qu'à Memphis, dans l'Hout-ka-Ptah, ce sanctuaire dédié à Sokaris existait sur un plan plus développé et selon des orientations semblables. On pourrait donc restituer immédiatement au sud-ouest du sanctuaire de Ptah une Shetyt de Sokar, lieu où une partie des mystères d'Osiris se déroulait.
On notera que lors des fouilles du Service des antiquités de l'Égypte à la fin du XIXe siècle, des vestiges d'une porte en grès ont été découverts à quelques dizaines de mètres au sud-est de la salle hypostyle ramesside, là où primitivement s'élevait le temple. Datant de la XXVIe dynastie, l'un des montants comportaient alors encore une scène représentant un pharaon en adoration devant la grande barque Hénou. Il s'agit peut-être là d'une des portes qui donnaient accès aux salles du sanctuaire de Sokaris.
L'autre divinité principale à laquelle Ptah s'identifiait était le dieu Taténen. 
Ancienne divinité de la région memphite, cette divinité finit par représenter l'aspect dynamique du dieu Ptah et à ce titre était étroitement lié au mythe de la création de l'univers, symbolisant la terre qui se soulève, la butte primordiale sur laquelle le dieu Rê vint à l'existence pour la première fois. Cet aspect solaire du dieu Ptah est représenté par la couronne du dieu Taténen qui comportait le disque solaire encadré de deux hautes plumes. C'est également la couronne que porte le grand colosse en granite de Ramsès II qui se dressait devant le portail de l'est du temple. 
Ainsi il est probable que le développement oriental du grand temple de Ptah était plus particulièrement consacré à ce dieu sous sa forme de Taténen, avec un sanctuaire orienté vers le soleil levant.

## Exploration et interprétation récente des résultats
En 1970 puis de 1984 à 1990, des fouilles de l'Egypt Exploration Society de Londres ont repris l'exploration de la salle hypostyle et du pylône de Ramsès II. C'est à cette occasion qu'ont été découverts les blocs de granite portant les annales du règne d'Amenemhat II. Depuis un survey est réalisé annuellement et des études stratigraphiques réalisées par sondage ont permis de mieux comprendre le développement du grand temple.
Ces sondages ont démontré que les couches explorées en dessous des fondations du temple situé à l'est de la salle hypostyle sont vierges de toute occupation humaine et correspondent dans leur nature sableuse au lit d'un ancien fleuve qui ne peut être dans cette région que celui du Nil.
Ainsi ces résultats démontrent que, bien que reconstruite tardivement et ayant en effet abrité un grand sanctuaire dédié au dieu Ptah, la grande enceinte actuellement connue suivait peu ou prou le tracé de l'enceinte du temple ramesside, probablement fondé par Séthi Ier puis magistralement développé par son fils Ramsès. Cet agrandissement du sanctuaire de Ptah a été rendu possible par le déplacement du cours du Nil vers l'est. De nouvelles terres vierges ainsi dégagées étaient particulièrement propices à la fondation d'un nouveau monument. Pour ce faire Ramsès utilisa les vestiges d'édifices plus anciens tombés en désuétudes ou malmenés par l'histoire du pays et puisa largement ses matériaux de construction sur le site de Memphis même, mais également de Saqqarah.
Ces remplois massifs d'anciens monuments pour les nouvelles constructions du règne sont caractéristiques des débuts de l'ère ramesside.
En effet, à la suite de la chute de la dynastie des thoutmôsides, Horemheb puis les premiers ramessides se sont attachés à Memphis comme dans les principales cités de l'Égypte à effacer les cicatrices de l'expérience religieuse d'Akhenaton, démantelant systématiquement ses édifices et les réutilisant dans les fondations et la maçonnerie des monuments qu'ils restaurèrent ou créèrent pour réaffirmer la prépondérance des anciens cultes du pays.
Nous savons par des sources de cette époque qu'un temple de Neb-Maât-Rê uni à Ptah existait à Memphis, et un temple d'Aton y est également attesté. De fait des blocs retrouvés dans la grande enceinte de Memphis peuvent indiquer l'existence, à l'emplacement de la salle hypostyle de la XIXe dynastie, d'un tel édifice de l'époque d'Amenhotep III, lui-même probablement transformé par la suite par Akhenaton en un temple dédié au culte du dieu solaire unique Aton. Cela expliquerait les découvertes de nombreux vestiges aux noms de ces deux pharaons de la XVIIIe dynastie, qui n'ont pu être rattachés à un contexte archéologique précis en dehors de leur remploi dans des monuments ultérieurs construits eux sur un sol vierge.
Ainsi il apparaît de plus en plus certain que la grande enceinte actuellement connue et les monuments qu'elle abritait, édifices sans cesse embellis par les pharaons qui suivront la fin du Nouvel Empire, ne remontent pas aux temps les plus reculés de l'histoire du pays au contraire de la version donnée par les prêtres à Hérodote et que la plupart des égyptologues ont cherché à vérifier sur le site. 
Cette étude indiquerait ainsi que le temple de Ptah des époques précédentes et notamment de la XVIIIe dynastie est donc à rechercher ailleurs, et les dépôts de fondations au nom de Thoutmôsis IV découverts à l'ouest du grand pylône de Ramsès II sont un sérieux indice pour cette identification. Des fouilles de grandes envergures sont aujourd'hui impossible car l'emplacement théorique de ce temple est recouvert aujourd'hui par les habitations de la petite ville de Mit-Rahineh.